# Число Біо
Число Біо ({\displaystyle \mathrm {Bi} }) — характеристичне число і один з критеріїв подібності стаціонарного теплообміну між нагрітим або охолодженим твердим тілом і навколишнім середовищем. Число назване на честь франц. фізика  Ж.-Б. Біо (Jean-Baptiste Biot).
Класичне визначення числа Біо:
{\displaystyle \mathrm {Bi} ={\frac {Kl}{\lambda }},}
де {\displaystyle K} — коефіцієнт теплоперенесення від поверхні тіла до навколишнього середовища, {\displaystyle \lambda } — коефіцієнт теплопровідності матеріалу тіла, {\displaystyle l} — характерний розмір тіла.
Має такий же зміст, що і число Нуссельта. Назва «число Біо» для цього числа застосовується тоді, коли число Нуссельта зарезервовано для характеристики конвективного перенесення теплоти